# Гостомельская площадь

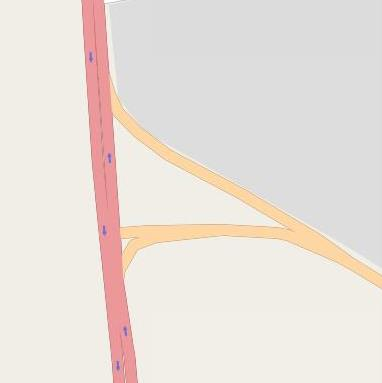
Гостомельская площадь на карте города

Госто́мельская пло́щадь (укр. Гостомельська площа) — площадь в Киеве. Расположена на пересечении улиц Стеценко, Городской и проспекта Палладина.
Сформировалась как площадь в 1970-е годы, однако долгое время не имела названия. Современное название употребляется приблизительно с 2008 года.
В настоящее время вокруг площади находятся садово-дачные участки. Возле площади находятся гипермаркет «Ашан», строительный гипермаркет «Эпицентр», супермаркет Новус. А также самый большой на Украине торгово-развлекательный комплекс Лавина Мол.

## Транспорт
- Автобусы 14, 30, 56
- Станция метро «Академгородок» (3,4 км)
- Остановочный пункт Новобеличи (2,4 км)